# Джордж Д'юї
Джордж Д'юї (англ. George Dewey; 26 грудня 1837, Монтпілієр — 16 січня 1917, Вашингтон) — американський воєначальник, флотоводець, адмірал ВМС США. Випускник військово-морської академії США. Активний учасник Громадянської та Іспансько-американської війн. За часів іспансько-американської війни командуючи американським флотом, здобув перемогу в битві в Манільській бухті. Єдиний флотоводець Сполучених Штатів, кому присвоєне найвище персональне військове звання у ВМС США — адмірал військово-морських сил Сполучених Штатів.

## Біографія

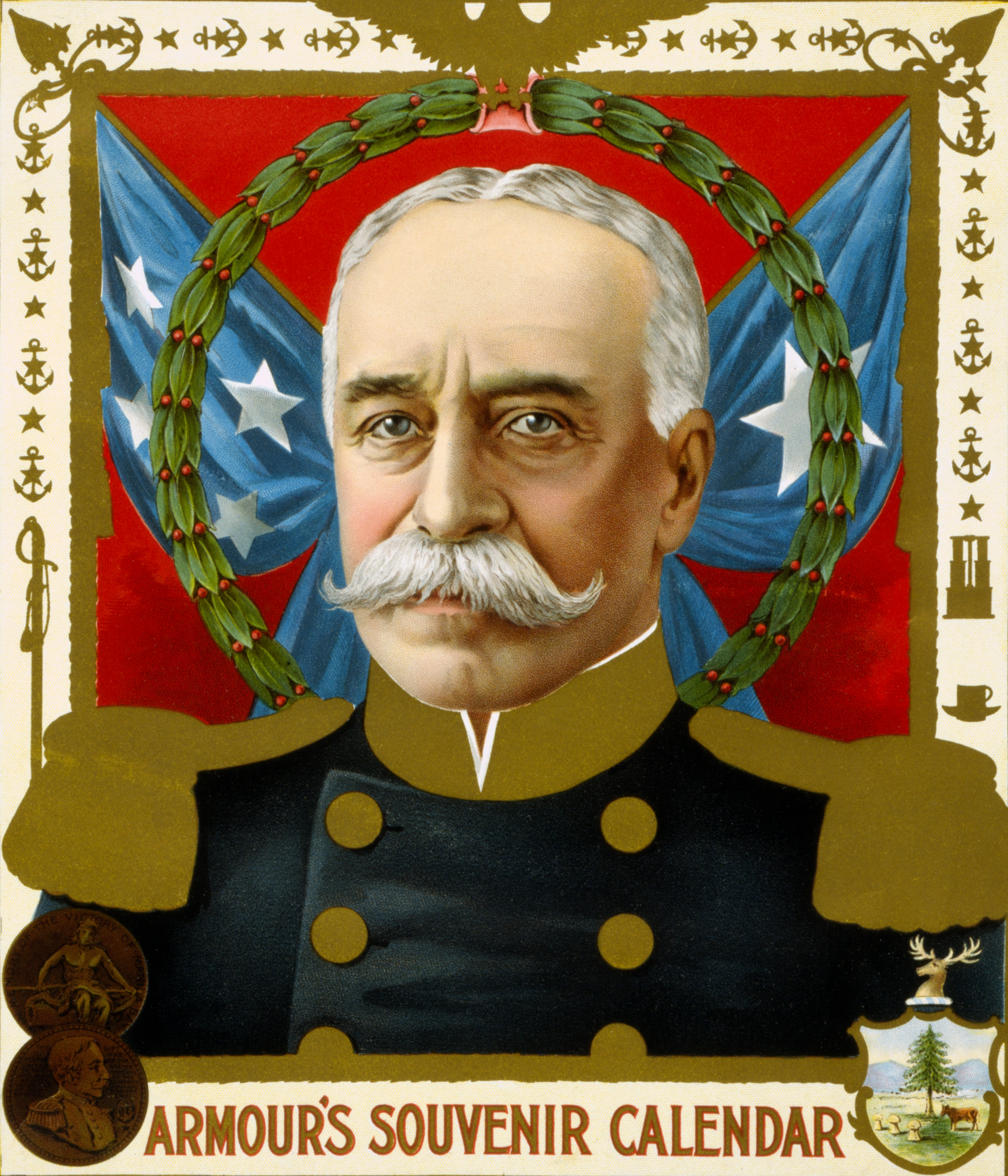
Адмірал ВМС Джордж Д'юї на обкладинці календаря 1899 року

Військова кар'єра
- 1854 — кадет ВМС
- 11 червня 1854 — мічман
- 19 квітня 1861 — лейтенант
- 3 березня 1865 — лейтенант-командер
- 13 квітня 1872 — командер
- 27 вересня 1884 — кептен
- 28 лютого 1896 — комодор
- 10 травня 1898 — контрадмірал
- 2 березня 1899 — адмірал
- 24 березня 1903 — адмірал військово-морських сил Сполучених Штатів

Джордж Д'юї народився 26 грудня 1837 року у столиці штату Вермонт, містечку Монтпілієр, у родині Юліуса Єменса Д'юї та його першої дружини Мері Перрін. Батько майбутнього адмірала був доктором, який пізніше став одним із засновників Національної страхової компанії. Юний Джордж мав двох старших братів і молодшу сестру. Навчався у школі міста Джонсон, по завершенні якої поступив до Норвічської військової школи, яка згодом перетворилася на Норвічський університет, що став одним з найвідоміших центрів навчання майбутніх офіцерів.
1854 році Джордж Д'юї поступив до американської Військово-морської академії, і спромігся завершити її п'ятим з 14, що пройшли повний курс підготовки. 18 червня 1858 року стався випуск з Академії й молодий мічман розпочав службу на флоті. Початком його служби був шлюп «Саратога», на якому він здійснив перший похід у море. В подальшому служив на фрегаті «Уобаш», флагмані Середземноморської ескадри американських ВМС.
На початку Громадянської війни, Д'юї служив лейтенантом на паровому фрегаті «Міссісіпі», який входив до союзної Західної ескадри сил морської блокади Півдня. Корабельне угруповання Півночі на чолі з адміралом Д. Фаррагутом вело облогу Нового Орлеана, який здобуло весною 1862 року, потім Дж. Д'юї брав участь у битвах при фортах Сен-Філіп та Джексон, облозі Порта Гадсона та інших бойових діях на півдні Конфедерації. Наприкінці 1864 — початку 1865 року молодий морський офіцер бився в обох битвах за Форт Фішер. За час війни Д'юї здобув колосальний бойовий досвід, він служив старшим помічником на 6 різних кораблях і брав участь у чотирьох великих морських кампаніях, завершив війну лейтенант-командером у віці 28 років.
Після завершення Громадянської війни лейтенант-командер Джордж Д'юї залишився служити на флоті, був помічником капітана (начальником штабу) на легендарному шлюпі «Кірсадж», який потопив неподалік від Шербуру (Франція) рейдер ВМС Конфедеративних Штатів Америки «Алабама».
Пізніше проходив службу на різних кораблях американського флоту, командував військовим кораблями, зокрема славетним фрегатом «Констит'юшн», був керівником різних структур ВМС США.
З 1896 року Джордж Д'юї призначений командувати Азійською ескадрою, флагманським кораблем молодого комодора став бронепалубний крейсер «Олімпія» з базуванням на базі в Нагасакі. На фоні подій, що призвели до початку Іспансько-американської війни зосередив усю свою ескадру в Гонконзі, на британській базі, але коли почалася війна британська влада, у відповідності до оголошеного Лондоном статусу нейтралітету, запросили американський флот полишити води британської колонії.
22 квітня 1898 року, коли прибули «Балтімор» і «Рейлі», ескадра Д'юї, нарешті, зібралася повністю. Вона складалася з 6 бойових кораблів: бронепалубних крейсерів «Олімпія», «Балтімор», «Бостон» і «Рейлі», а також канонерок «Конкорд» і «Петрел». При ескадрі також був легко озброєний тендер «МакКуллох» в ролі допоміжного судна. Загальна водотоннажність 6 кораблів становила 19 098 тонн, а сумарна чисельність екіпажів була 1456 осіб.
24 квітня командувач Азійської крейсерської ескадри комодор Джордж Д'юї отримав наказ знищити іспанський флот, що базувався в Манілі. Американський флот на той час мав перевагу у швидкості та ударній силі своїх кораблів, але поступався іспанському флоту захисними властивостями кораблів ескадри. Водночас, перебуваючи на водних територіях Філіппін, американці були значно віддалені від своїх морських баз, отже, ремонт і поповнення боєприпасів були для них вельми складними.
На світанку 1 травня ескадра Джорджа Д'юї у кільватерному строю пройшла в Манільську бухту, іспанські артилеристи острова Коррехідор відкрили вогонь із запізненням, і їх снаряди не досягли цілей. Пройшовши зі швидкістю 8-9 вузлів до Маніли, Д'юї повернув праворуч і в ранковому серпанку побачив іспанські кораблі, які стояли біля арсеналу в Кавіте. Командувач іспанської ескадри контр-адмірал Патрісіо Монтохо прийняв бій на якорі. Його кораблі відкрили вогонь з відстані 5000 метрів одночасно з батареями. Крейсери Д'юї, розподілені на два загони, продовжували маневрувати, ведучи вогонь з 2500 метрів і відразу влучили у ворога, викликавши пожежі на крейсерах «Кастілья» і флагманському «Христина». Останній настільки постраждав, що викинувся на берег, а Монтохо перейшов на «Ісла Куба». До 8 години ранку більшість іспанських кораблів згоріли або пішли на дно. Американський комодор припинив бій, щоб дати екіпажам сніданок. Монтохо скористався перепочинком, відвів кораблі, що вціліли, в бухту Бакоер і почав звозити поранених на берег. Але о 11 годині Д'юї розпочав другу атаку, і до полудня іспанська ескадра припинила існування. Монтехо підняв білий прапор над арсеналом в Кавіте, і відступив із залишками корабельних команд суходолом.
Блискуча перемога всього лише через тиждень після оголошення війни надихнула американське суспільство, надала впевненість у швидкому успіху всієї військової кампанії. Американський флот вперше розгромив у битві регулярні сили флоту однієї з європейських держав і увійшов до числа провідних військових флотів світу. Битва в Манільській бухті зробила Дж. Д'юї, відразу підвищеного в контрадмірали, а трохи пізніше — в адмірали військово-морських сил США, національним героєм країни.
У Нью-Йорку на найпопулярнішого героя Америки чекав фантастичний прийом. На салюти на честь Д'юї було витрачено більше пороху, ніж сам він витратив у битві в Манільській бухті. Міські газети зібрали 70 000 срібних монет від школярів, щоб відлити величезний кубок. З'явилися сотні поем, які увічнили діяння адмірала. Святкування завершилося 30 вересня колосальним парадом на П'ятій авеню, в якому взяло участь 35 000 осіб на чолі з президентом Вільямом Мак-Кінлі.
3 жовтня 1899 року Президент Мак-Кінлі вручив на урочистій церемонії в Капітолії спеціальний меч, як особливу нагороду адміралу Д'юї за здобуту перемогу в битві. Меч виготовили фахівці компанії Tiffany & Co., прикрасивши зброю золотом вагою 22 карати. Зараз цей меч перебуває на експозиції у Національному музеї Військово-морських сил США у Вашингтоні.